# Латиська кухня

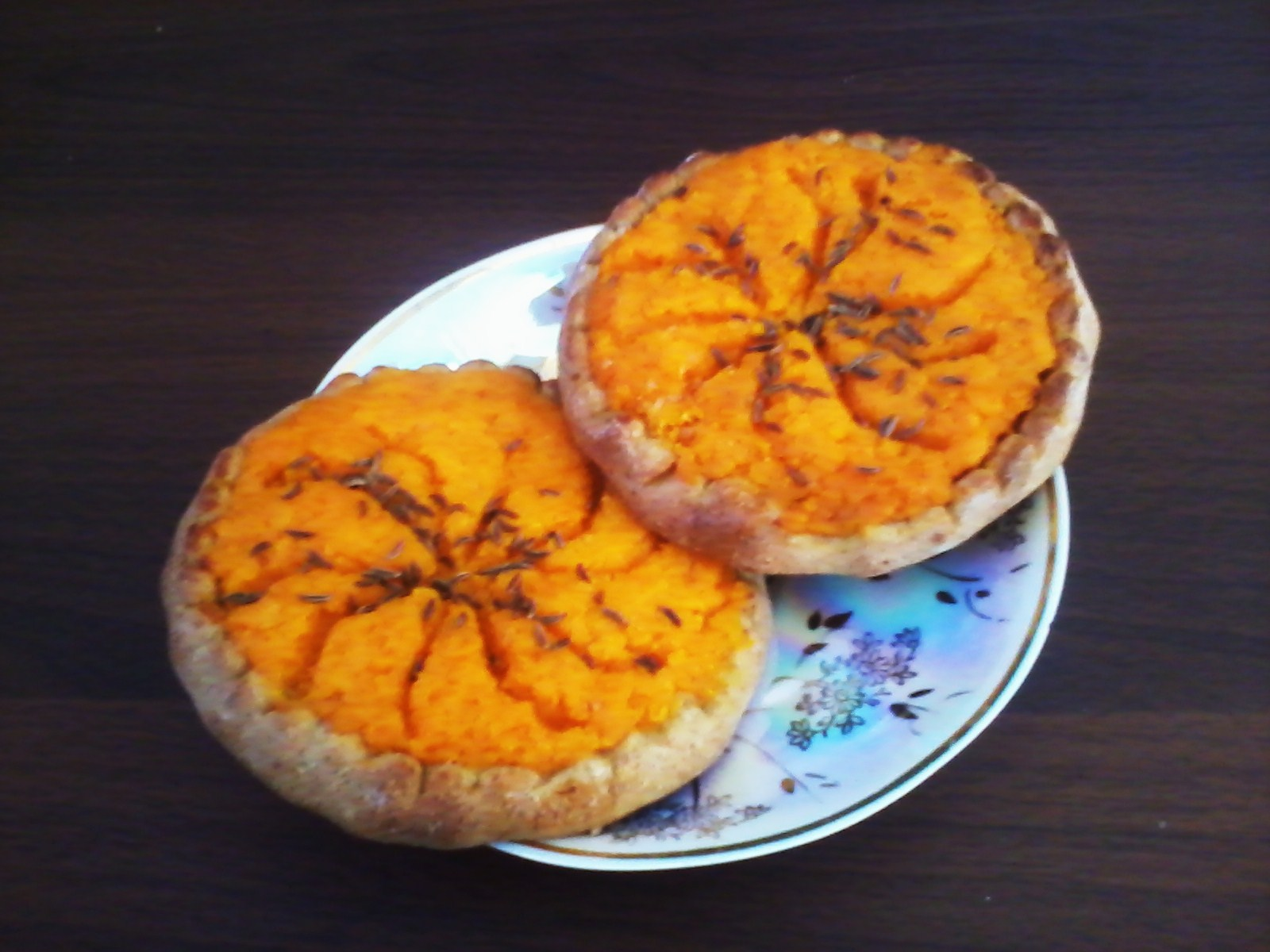
Скландраусіс

Основу лати́ської націона́льної ку́хні складають різні продукти землеробства: борошно, крупа (в першу чергу перлова), горох, боби, картопля, овочі, а також молоко і молочні продукти: кисле молоко, кефір, сир, сметана. З м'ясних продуктів найспоживаніша свинина, рідше яловичина, телятина, курятина.
Багато страв готуються з копченої чи солоної свинини і подаються на стіл з різноманітними овочевими гарнірами.
Для приготування національних страв широко використовуються оселедець, кілька, салака.

## Вплив інших кухонь

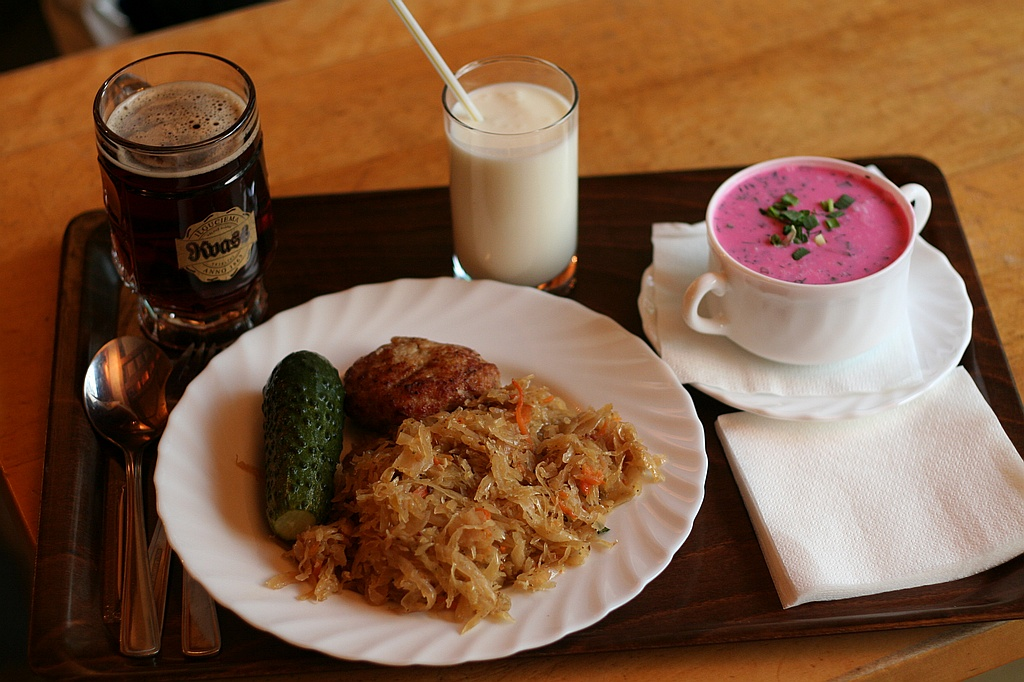
Вплив інших національних кухонь: обід з холодного супу (аукста зупа), тушкованої капусти, котлети, огірка, кефіру та квасу

Латиська кухня протягом багатьох сторіч зазнавала впливу інших національних кухонь. Так, у Північній Латвії помітний вплив естонської молочної кухні, у Західній Латвії пануючим був німецький вплив, що виявилося в пристрасті до копченого м'яса й сала. Східна Латвія зазнала вплив литовської й білоруської кухонь.

## Національні особливості
Національні страви, такі як «аукста зупа» (холодний буряковий суп), цибулевий клопс (величезний біфштекс під особливим цибулевим соусом), сірий горох зі шпиком, збиті вершки і хлібний суп, свіжі рибні делікатеси: балтійський лосось у смаженому, солоному і копченому вигляді, мінога і копчена тріскова печінка, снетки і вугрі, салака й оселедець існують у багатьох варіантах приготування.
Основою латиської національної кулінарії є страви холодного столу, путри, кисломолочні вироби та домашні сири (типу бакштейн і так звані яєчні). У цьому переліку відсутні супи, солодкі страви, гарячі страви.

### Перші страви
Супи або аналогічні естонськими — молочні, або схожі на німецькі — картопляні і круп'яні, або ближче до литовських — капустяно-бурякові.
Що ж стосується класичних інших національних гарячих страв, то вони обмежуються в основному путрами — овочево-зерновими кашками з додаванням сала, копченого м'яса або риби, а також кисломолочних продуктів. Путра — це густа юшка, зварена з круп (найчастіше з перлової) і заправлена молоком або м'ясом і салом. Капуста є стравою з качанової капусти, вона вариться також зі всіляких свіжих і квашених овочів, бурякового бадилля, щавлю та деяких дикорослих рослин.

### Другі страви
Латвійський стіл фактично на дві третини складається з холодних страв — бурякового салату, м'ясної й рибної закусок, яєць, сирів, сиру й кисляку. Смакову гаму латиської кухні значною мірою визначають копчені продукти. Надзвичайно характерно для неї також широке використання яєць у досить значних кількостях як компонентів всіх холодних закусок, у м'ясо-яєчних паштетах, у рибних стравах, в овочевих запіканках, у сирах і в солодких стравах.
Дуже широко використовують латиські кулінари горох і боби. Улюбленими стравами вважаються густа каша з гороху і бобів і перлової крупи. Дуже смачні відварний горох із смаженим шпиком, а також круглі галушки з гороху або бобів з пахтою або кефіром. По всій Латвії відома також смажена конопляна маса — комі, пироги з шпиком, кров'яна ковбаса, янов сирий з сиру, буберт — манна каша із збитими сливками і багато інших.

### Кисломолочні продукти
У латиській кухні широко застосовуються кисломолочні продукти — кисляк, сироватка, сметана, сир і кисломолочні домашні сири. Їй властиві також зброджування зернової сировини, його солодження й зброджування — звідси в латиській кухні кислі вівсяні й горохові киселі, які заквашуються кисляком або додаванням до вівсяної гущі кислого брусничного соку. Така страва зветься путельс.

### Страви з риби
Латиській кулінарії властиво широке використання солоного й маринованого оселедця й копченої риби (вугра, салаки), а також цибулі. У Східній Латвії в молочні страви обов'язково додають кмин. Сало, копчене м'ясо, холодні м'ясні закуски потребують вживання гірчиці. Таким чином, смакову гаму латиської кухні можна вважати помірно кислувато-солонуватою.

### Кондитерські вироби
Кондитерські вироби латиської кухні запозичені з німецької й перероблені. Популярністю користуються в Латвії бісквіти й піскові тістечка, у той час як в естонській кухні переважає молочно- і масляно-здобне тісто, а не яєчно-здобне.

### Напої
Недолік рідких гарячих страв у раціоні в якомусь ступені компенсується значним уживанням кави. З напоїв у латишів найпопулярніші чорна кава, пиво. Літом як освіжаючий напій уживається збітень. Його готують з житнього борошна, яке розводять водою і ставлять бродити.

## Типові національні страви
- Домашні сири: кминний сир;
- Путра — овоче-зернові кашки з додаванням сала, копченого м'яса або риби, а також кисломолочних продуктів;
- Путельси — кислі вівсяні і горохові киселі, які подквашуются ще кисляком або додатком до вівсяної гущі кислого брусничного соку;
- Горохові, хлібні супи, холодні супи і суп з  галушками;
- Варений сірий горох зі шпиком;
- Сількюпудіньш — запіканка з оселедця з відварною картоплею;
- Клопс — біфштекс під цибулевим соусом;
- Селянський сніданок (зімніеку брокастіс) — обсмажені й запечені в яйці м'ясопродукти;
- Буберт — манна каша зі збитими білками;
- Картопля відварена з сиром;
- Кисіль з ревеню з молоком або зі збитими вершками;
- Камаро — тушкована курка;
- Кров'яна ковбаса;
- Кров'яні млинчики —  кухня суйтів;
- Скландраусіс — відкритий пиріжок з овочевою начинкою;
- Царнікавська мінога — смажена риба.

## Спиртні напої

### Ризький бальзам
«Ризький чорний бальзам» — це старовинний латвійський напій з фруктовим ароматом і гіркуватий смаком, який давно став традиційним. Темний еліксир вперше був зроблений в середині 18 століття, і він витримав випробування часом. Друга світова війна, втрата і відновлення секретної рецептури не могли зупинити виготовлення одного з найвідоміших символів Латвії. «Ризький чорний бальзам» — це напій, створений з 25 різних інгредієнтів ризькими фахівцями, які роблять його оригінальним і, як стверджують, його неможливо підробити. Вважають, що він має лікувальні якості

## Вибрані рецепти

### Зівью-пудіньш (запіканка)
Склад. Риба (тріска пороти, без голови) 115, хліб пшеничний 20, молоко 15, яйце 1 / 4, цибуля ріпчаста 30, маргарин столовий 10, сухарі 5, сир 5, соус сметанний 100, мускатний горіх 0,02.
Вихід 375.

### Салака під білим маринадом
Склад. Салака 146, борошно 10, сухарі 10, яйце 1/6, олія 10, маринад білий 100.
Вихід 100/100.
Приготування білого маринаду. Нарізаний кільцями цибулю варять до напівготовності, виймають, кладуть у киплячий маринад (оцет, перець, лавровий лист, цукор) і доводять до готовності.
В охолоджений маринад додають кружечки або зірочки вареної моркви.
Цибуля ріпчаста 595, морква 126, оцет 3%-вий 500, цукор 35, лавровий лист 2, перець запашний 2, гвоздика 1.
Вихід 1000.

### Зімніеку брокастіс (селянський сніданок)
Склад. Ковбаса 30, корейка або копчена свинина 35, яловичина 54, шпик 29, цибуля ріпчаста 60, молоко 25, яйце 1 / 3, спеції, каперси 2, картопля 215, помідори свіжі 30, огірки свіжі 27.
Вихід 325.

### Спетя пірадзіні (пиріжки з шпиком)
Склад. Борошно пшеничне 35, цукор 2, молоко 16, сіль 0,3, дріжджі 2, маргарин столовий 5; вага тіста 60; для фаршу: грудинка копчена 25, цибуля ріпчаста 5, цукор 0,5, перець 0,02, яйце 1 / 20. Вага фаршу 25.
Вихід 75.

### Оглес цепта сільте (оселедець, смажена на вугіллі)
Склад. Оселедець солоний 192, картопля 275, сметана 50, цибуля зелена 6.
Вихід 350.

### Баранина, припущена в кмином соусі
Склад. Баранина 149, цибуля ріпчаста 24, морква 4, селера, петрушка 3; для соусу: борошно пшеничне 5, масло вершкове 3, сметана 10, кмин 0,5, часник 0,25, масло вершкове 7, картопля 212, зелень 7.
Вихід 75/50/150.

### Салат «Рассолс»
Оселедець солоний 31, свинина 79 або яловичина 88, картопля 80, огірки солоні 100, яблука свіжі 14, сметана 35, яйце 1 / 2, хрін 15, оцет 3%-ний 8, гірчиця 2.
Вихід 280.

### Рулет з оселедця з маринадом
Склад. Оселедець 73, гвоздика 1, маринад білий 50.
Вихід 35/50.

### Каша перлова з копченою грудинкою і молоком
Приготування. Корейку копчену, нарізану дрібними кубиками, смажать. Отриманим жиром з шкварками поливають кашу і подають. Окремо подають холодне молоко.
Склад. Крупа перлова (або ячна) 67, молоко 100, вода 150, корейка копчена 24, молоко 200.
Вихід 315/200.

### Яйця фаршировані
Склад. Яйце 2, цибуля ріпчаста 41, масло.